# Le Corps de mon ennemi
Pour plus de détails, voir Fiche technique et Distribution.
Le Corps de mon ennemi est un film français de 1976 réalisé par Henri Verneuil et inspiré d'un roman du même nom écrit par Félicien Marceau.
Après avoir purgé une peine de sept ans de réclusion pour un double meurtre, François Leclercq revient dans sa ville, Cournai, en région lilloise, une ville entièrement consacrée à l'industrie textile. Il veut tirer au clair cette sombre affaire et connaître ceux qui ont tiré les ficelles de la machination dont il se sait victime,.

## Synopsis
Né dans un milieu modeste, François Leclercq (Jean-Paul Belmondo) a croisé tout jeune le chemin de la comtesse Gilberte Beaumont-Liégard (Marie-France Pisier), la fille du roi des filatures de la ville de Cournai, où tout le monde vit du textile, Jean-Baptiste Beaumont-Liégard, dit  « JBL » (Bernard Blier). Très tôt, il décide de se venger lorsqu'il sera plus grand. 
Devenu adulte, il parvient à coucher avec elle. Mais, alors que l'intention du jeune homme était uniquement de se venger de ce qu'il avait perçu comme une injustice sociale, Gilberte tombe amoureuse de lui et leur relation se prolonge. Elle le présente à sa famille, qui l'accepte rapidement parmi ses amis, au point qu'il accède au statut de « gendre possible ». Il est engagé à un poste de cadre à l'usine. Il est en fait littéralement « adopté » par l'élite industrielle et politique de la ville.
Or, il se trouve que Pierre Leclercq, le père de François, se présente en indépendant aux élections municipales contre le candidat en place, un homme proche de la famille Beaumont-Liégard. Le père de Gilberte, « JBL », demande à François de persuader son père de renoncer à sa candidature. Il refuse sèchement, abandonnant en même temps son poste de cadre. La campagne électorale est sans pitié : les relations entre François et la famille Beaumont-Liégard, qui viennent pourtant de prendre fin, sont utilisées comme argument contre Pierre Leclercq par des hommes de mains de son adversaire qui font irruption dans la salle où Pierre tenait un meeting, distribuant des photos et diffusant des diapositives montrant François aux côtés de membres de la famille Beaumont-Liégard. Pierre Leclercq, se sentant humilié et trahi, se retire. Le vieil homme ne s'en remettra pas. Dans le même temps, François rompt avec Gilberte, qui est d'ailleurs promise à un jeune diplomate prometteur par sa famille.
Désormais rejeté par la famille Beaumont-Liégard, François voit sa fulgurante ascension sociale stoppée net. C'est alors qu'il est approché par un homme d'affaires quelque peu douteux, un certain Raphaël Di Massa (François Perrot). Celui-ci lui propose le poste de directeur de sa nouvelle boîte de nuit, le Number One, qui tient plus du cabaret ou de la maison de passes que de la discothèque. En effet, selon Di Massa, le caractère de jeune cadre dynamique bien intégré dans la bonne société de la ville peut donner une excellente image de marque à l'établissement. Leclercq accepte, enchanté par l'idée que « cette bonne ville va enfin devenir drôle ». En fait, en ouvrant la gigantesque boîte de nuit, François pense se venger du clan des Beaumont-Liégard.
Mais, après quelques mois, François découvre avec stupeur que l'établissement qu'il dirige sert en fait de couverture à un trafic de drogue. Se sentant dupé, il annonce à son associé Di Massa qu'il a mis un terme sans condition au trafic et qu'il va licencier tous les employés compromis. Di Massa lui fait comprendre qu'il y a de gros intérêts derrière l'affaire et le met en garde. Deux jours plus tard, dans une chambre de la boîte de nuit, Serge Cojac, jeune talent hongrois et joueur fétiche de l'équipe de football locale, est retrouvé assassiné, à la veille d'un match très important, en compagnie de Karine Lechard, une serveuse de la boîte récemment houspillée par François à la suite de son implication dans le trafic de drogues. L'arme du crime est un pistolet appartenant à François. Tout semble le mettre en cause. Au tribunal, l'accusation plaide le meurtre par jalousie. François est condamné à dix ans de prison ferme pour ce double meurtre qu'il n'a pas commis.
François est libéré après sept ans. Dès sa sortie, il retourne à Cournai et mène sa propre enquête pour comprendre enfin ce qu'il lui est arrivé. Il rassemble ses souvenirs depuis qu'il est entré en relation avec la famille  Beaumont-Liégard, douze ans auparavant, en les reliant aux différents acteurs qu'il rencontre. Il remarque que, dès son arrivée dans la ville, beaucoup souhaiteraient le voir repartir immédiatement. Certains useront de différents moyens pour lui signifier que sa présence est indésirable. Il ne se laisse pas intimider, et il va progressivement découvrir tous les chaînons de la ténébreuse affaire. Au bout de ses investigations, il s'avère que Di Massa ne jouait qu'un rôle d'intermédiaire dans le trafic de drogue du Number One, et que le véritable chef du réseau était Jean-Baptiste Beaumont-Liégard en personne. Il comprend aussi que c'est lui qui a organisé la mise en scène du double meurtre pour l'éliminer, puis qui a manipulé les témoins et l'opinion publique.
Il se rend chez Gilberte, entretemps brouillée avec ses parents, à la suite de la découverte de l'homosexualité du mari qu'on lui avait choisi, et la persuade d'inviter ses parents chez elle. Le père comprend que François a découvert le fond de l'affaire, et lui propose un « dédommagement ». François refuse cet arrangement, mais il en retient la confirmation de ce qu'il recherchait: un aveu de culpabilité de la part de Jean-Baptiste Beaumont-Liégard. François se rend alors chez Di Massa et le convainc que son « chef » l'a déjà remplacé. Di Massa donne donc par téléphone l'ordre à ses hommes de main (qui avaient déjà, précédemment, essayé d'assassiner François en le renversant en voiture) d'abattre la « grosse légume » pendant son tour de golf matinal.
François Leclercq le passe à tabac et le laisse ligoté. Le lendemain, il quitte la ville avec une jeune fille rencontrée au cours de ses pérégrinations dans la ville, pendant que deux tueurs à la solde de Di Massa accomplissent sa vengeance, sans qu'il soit compromis.
Le film se termine par une citation de William Blake : « Au matin, je vis avec joie mon ennemi gisant sous l'arbre ».

## Fiche technique
- Titre : Le Corps de mon ennemi
- Réalisation : Henri Verneuil
- Scénario : Henri Verneuil, Michel Audiard et Félicien Marceau (d'après le roman de ce dernier)
- Photographie : Jean Penzer
- Montage : Pierre Gillette
- Musique : Francis Lai
- Décors : François de Lamothe
- Costumes : Jacqueline Moreau, Francesco Smalto (costumes pour Jean-Paul Belmondo)
- Son : Jacques Maumont
- Chargé de presse : René Chateau
- Société de production : Cerito Films
- Pays d'origine :  France
- Format : Couleur - 35mm - 1,66:1
- Budget : 15 millions de francs[5] (soit environ 10,5 millions d'euros en 2022[6])
- Genre : Film dramatique, Film policier
- Durée : 115 minutes (1 h 55)
- Date de sortie :
  - France : 13 octobre 1976
- Affiche : René Ferracci (France)

## Distribution
- Jean-Paul Belmondo : François Leclercq
- Bernard Blier : Jean-Baptiste Liégard, dit « JBL », baron du textile
- Marie-France Pisier : Gilberte Beaumont-Liégard, la fille de Jean-Baptiste
- Daniel Ivernel : Victor Verbruck, le maire de Cournai
- Claude Brosset : Oscar dit « Janine », l'ancien videur du Number One
- François Perrot : Raphaël Di Massa, le directeur du Number One
- Yvonne Gaudeau : Madame Beaumont-Liégard, dite la « Reine Mère », la femme de Jean-Baptiste
- Michel Beaune : l'ami d'enfance de François
- Nicole Garcia : Hélène Mauve puis Duquesne, amie d'enfance de François
- Élisabeth Margoni : Karine Lechard, une employée du Number One
- René Lefèvre : Pierre Leclercq, père de François, ennemi politique du clan Beaumont-Liégard
- Jacques David : l'avocat général Gérard Torillon
- André Reybaz : le président de la cour Kelfer
- Charles Gérard : le chauffeur de taxi galéjeur
- Jean Turlier : La Roche-Bernard, le député proche de Beaumont-Liégard
- Nadia Verine : Charlotte/Samantha
- Jean Dasté : le gardien du chantier
- Suzy Prim : la marquise de Chanteloup, la grand-mère de Marie-Adélaïde
- Bernard-Pierre Donnadieu : le truand blond
- François Timmerman : Louis de Saint-Prix dit « Lolo »
- Monique Mélinand : Germaine Mauve, la mère d'Hélène
- Maurice Jacquemont : René, le tenancier du Tabac de la Gare
- Françoise Bertin : la tenancière du Tabac de la Gare
- Pierre Forget : le directeur de l'hôtel du Commerce
- Charles Charras : le portier de l'hôtel du Commerce
- André Thorent : le directeur de la prison
- Gabriel Jabbour : le notaire Blome, client du Number One
- Gaston Vacchia : Lombreux, client du Number One
- Maurice Dorléac : le professeur, client du Number One
- Serena : « Frida de Dusseldorf », la strip-teaseuse
- Jacques Lalande : l'avocat de François
- Jean Sylvère : le papetier
- Nane Germon : Mme Kelfer, la femme du président de la cour (non créditée)
- Lucie Arnold : « Miss Remington », la secrétaire épousée en secondes noces par le père du camarade de François (non créditée)
- Fernand Berset : le témoin de la tentative d'assassinat (non crédité)
- Marc Arian : l'assesseur (non crédité)
- Maurice Auzel : le projectionniste (non crédité)
- Daniel Breton : un agitateur (non crédité)
- Henri Attal : un agitateur (non crédité)
- Lionel Vitrant : l'agitateur qui coupe les fils du micro (non crédité)
- Roland Malet : un agent de police à la prison
- Louba Guertchikoff : Jeanne, la bonne de Gilberte (non créditée)
- Danielle Verne : une invitée au bal (non créditée)
- Christiane Delorme : une spectatrice au meeting (non créditée)
- Gérard Moisan : un agitateur (non crédité)
- Anne Delsalle : Marie-Adélaïde de Chanteloup
- Florence Cayrol : l'hôtesse du Number One avec la rose
- Vibeke Knudsen : une hôtesse du Number One
- Henri Verneuil : l'annonceur à la gare (caméo vocal non crédité)

## Production

### Préproduction
Henri Verneuil avait acquis les droits de l'œuvre de Félicien Marceau dès sa parution en janvier 1976. Le cinéaste et Jean-Paul Belmondo s'associèrent et produisirent le film qui coûta près de quinze millions de francs.

### Tournage

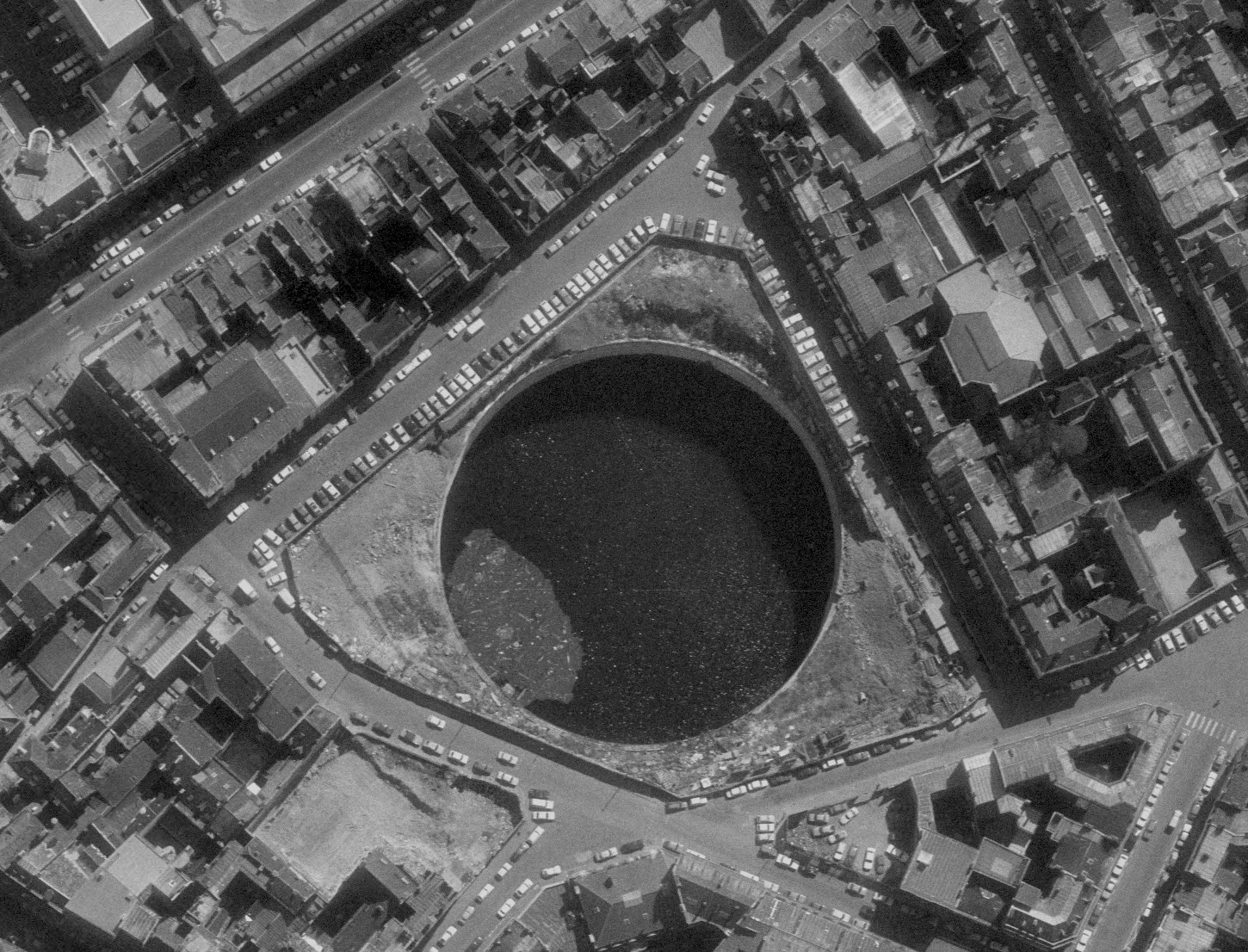
Le vaste chantier de la boîte de nuit est celui du Diplodocus, à Lille

Ce film a été principalement tourné dans la métropole lilloise.
De nombreux sites sont toujours reconnaissables aujourd'hui, comme l'emplacement du Diplodocus, à l'époque sous la forme d’un énorme trou dans le sol, chantier d'un complexe immobilier occupé aujourd'hui par des bureaux, des commerces et le complexe du Nouveau Siècle dans le Vieux-Lille. Il était familièrement appelé « le trou de Mauroy », en référence à Pierre Mauroy, qui avait présidé à ce projet jugé pharaonique à l'époque.
On y reconnait dans une des scènes du début du film des rues du quartier de Moulins, la rue de Trévise bordée par l'usine textile Le Blan disparue par la suite (actuellement locaux universitaires) et on aperçoit au loin le clocher de l'église Saint-Vincent-de-Paul place Déliot, détruite quelques années plus tard. On voit également une entrée de l'immeuble Le Forum situé à l'angle de l'avenue Charles-Saint-Venant et de la rue  Gustave-Delory. La devanture de la librairie utilisée dans le flashback de François Leclercq et Gilberte Beaumont-Liégard enfants et traversée plus tard par Leclercq adulte se trouve rue des Débris-Saint-Étienne, dont ce côté a été démoli depuis.

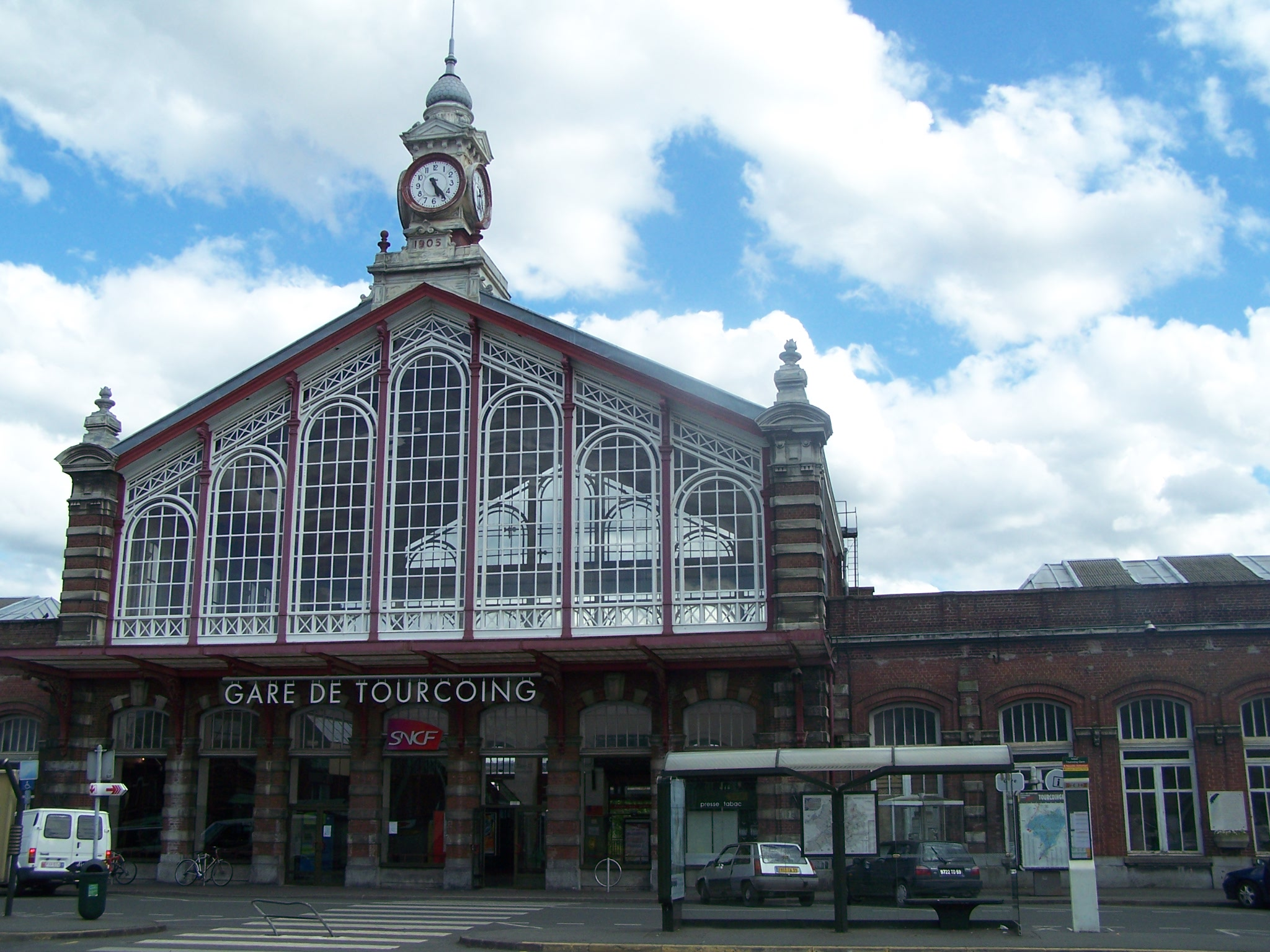
La gare de Tourcoing, renommée Gare de Cournai dans le film

La gare de Tourcoing a servi de décor pour la gare de Cournai : la signalétique et les annonces en gare étaient adaptées pour le tournage, les voyageurs normaux étant évidemment informés de la situation.  Le nom de Cournai résulte de la contraction de Courtrai et Tournai, proches villes belges de l'agglomération lilloise.
Plusieurs scènes se déroulent dans les rues de Roubaix : le grand hôtel, Grand'Rue, rue d'Avelghem…
La boîte de nuit est la discothèque Le Macumba à Englos, petit village situé à 5 km de Lille.
On y voit aussi l'ancien abattoir de Roubaix détruit depuis (à l'emplacement du lycée Lavoisier, rue Lavoisier). La scène d'arrivée au Palais de Justice, avec une foule hurlant contre l'inculpé, est tournée devant l'une des deux portes principales de la mairie de Lille (côté Porte de Paris - Place Simon Vollant).
Une scène permet aussi de retrouver le stade Grimonprez-Jooris (nommé « Stade Auguste Beaumont-Liégard » dans le film), que le héros parcourt seul dans la tribune découverte.
Une autre scène pendant laquelle François Leclercq retrouve la marquise de Chanteloup laquelle évoque sa petite-fille Marie-Adélaïde laisse apparaître le château de Beaulieu et son parc, situés dans la commune de Pécy (77).
À la fin du film, lorsque le personnage joué par Jean-Paul Belmondo jette son journal par la fenêtre du train, la gare est celle de Croix-Wasquehal, seul lieu ayant conservé son nom réel.
Les scènes de prison ont été tournées dans les locaux des abattoirs municipaux de Roubaix. La maison de la jeune bourgeoise se trouve près de Chantilly dans l'Oise, cette même maison réapparaît plus tard au cinéma dans le film Michel Vaillant comme La Jonquière, maison de famille des Vaillant.

### Bande originale
La bande-son du film, créée par Francis Lai, sort chez WIP Records en 1976.
En avril 2016, le label Play Time sort un coffret Francis Lai Anthology contenant la musique originale et restaurée du film.
Liste des titres :
1. Le Corps De Mon Ennemi (2:25)
2. Je Me Souviens De Ce Temps Là (1:06)
3. Je L'Aime, Elle M'Aimait (2:58)
4. Ma Ville À Perpétuité (1:55)
5. Magic's Power (3:19)
6. Mademoiselle (1:29)
7. Et Puis Tu M'As Oublié (0:52)
8. Your Hair In My Eyes (3:47)
9. Number One (3:36)
10. Je Me Souviens De Ce Temps Là (2:33)
11. Ma Ville, Mes Amours (1:52)
12. Jack Pot (3:21)
13. Je Ne Suis Pas Des Tiens (1:04)
14. La Valse Des Souvenirs (2:25)
15. Au Creux De La Nuit (0:56)
16. Le Corps De Mon Ennemi (2:25)

## Autour du film
- La forme du film est caractérisée par une progression en flashback.
- Le nom de la ville fictive de Cournai est une contraction des villes belges de Courtrai et de Tournai. La gare de Cournai, que l'on voit au début et à la fin du film est celle de Tourcoing (France).
- Quand Jean-Baptiste Beaumont-Liégard présente à François Leclercq le procureur, lui disant qu'il n'a pas pu obtenir toutes les condamnations à mort qu'il souhaitait, Leclercq ironise en déclarant « il n'est pas nécessaire de réussir pour persévérer », citant Guillaume Ier d'Orange-Nassau.
- À 37 min 12, à l'accueil de l'hôtel, François Leclercq réplique « Rome n'est plus dans Rome », citation de Sertorius (pièce de Pierre Corneille ; Acte III, Scène 1).
- La citation « Deux dangers ne cessent de menacer le monde : l'ordre et le désordre », que le père de François Leclercq prononce dans son discours, est de Paul Valéry.

## Exploitation

### Accueil critique
Lors de sa sortie, qui n'a pas bénéficié d'une projection presse, une habitude pour René Chateau, qui s'occupe de la publicité et de la promotion des films avec Belmondo, Le Corps de mon ennemi a quelque peu dérouté la critique. La revue Écran note que « renonçant, enfin, à passer pour LE réalisateur américain du cinéma français [...], Verneuil renoue avec le meilleur de lui-même : des Gens sans importance en 1955 à Week-end à Zuydcoote en 1964 ». Jean-Louis Bory, habituel détracteur, est obligé d'avouer dans sa critique que « c'est moins mauvais que d'habitude », mais attribuant le mérite de cette relative amélioration à Félicien Marceau.
Henry Chapier du Quotidien de Paris écrit que c'est du « cinéma romanesque bien ficelé », tandis que d'autres critiques spécialisées parlent d'une histoire « à la fois désuète et rocambolesque » ou d'une « trop lourde machinerie qui écrase quelque peu le personnage central ». Parmi les avis les plus négatifs, la rédaction de Positif écrira que le long-métrage est « du faux cinéma fabriqué par des professionnels ». Jean-Pierre Boulogne du Quotidien du Peuple émet un avis plus politique que cinématographique, taclant Verneuil comme un « réalisateur spécialisé dans les super-navets policiers à gros budget » ainsi que Belmondo qui joue un « justicier, faisant exécuter un patron », tout en notant que cela « ne manque pas de sel quand on connaît les cachets touchés par cette vedette [...] et son rôle de producteur de films ».
Parmi les autres critiques, l'impression d'avoir vu un film « engagé » prédomine, comme France Soir qui observe que « Verneuil s'oriente vers du cinéma de témoignage politique et social ». Au micro du Masque et de la Plume, Robert Benayoun n'hésite pas à comparer Verneuil à Francesco Rosi. La prestation de Jean-Paul Belmondo est également saluée par certains critiques.

### Box-office
Le Corps de mon ennemi sort dans les salles françaises le 13 octobre 1976 et prend directement la première place du box-office avec 303 650 entrées (dont 143 208 entrées sur Paris), un assez bon démarrage par rapport à L'Alpagueur, sorti en mars de la même année et qui n'avait démarré qu'à la cinquième place lors de sa première semaine avec 148 843 entrées et à  L'Incorrigible, sorti en octobre 1975 et qui s'était positionné en troisième place du box-office en première semaine avec 199 042 entrées, mais est néanmoins en deçà de la précédente collaboration entre Belmondo et Verneuil, Peur sur la ville, qui avait débuté avec 557 104 entrées, lors de sa sortie début avril 1975. Il lui permet néanmoins de déloger Un éléphant ça trompe énormément, qui occupait la tête du box-office depuis sa sortie, deux semaines auparavant.
Après une seconde semaine en salles en première place avec 273 798 entrées, portant le total à 577 738 entrées, le film chute à la cinquième place en troisième semaine notamment à cause de la sortie de L'Aile ou la cuisse, qui marque le retour de Louis de Funès après trois ans d'absence et la reprise en salles de Vingt Mille Lieues sous les mers, qui lui permet néanmoins d'enregistrer 295 126 entrées, pour un total de 872 864 entrées depuis sa sortie. Le film passe le cap du million d'entrées la semaine suivante. Bien qu'étant dans le top 10 depuis sa sortie et se maintenant correctement, Le Corps de mon ennemi passe sous le cap des 100 000 entrées par semaine pour la première fois vers la fin novembre 1976. Il quitte le top 10 la semaine du 1er décembre 1976 avec 63 985 entrées et une onzième place, tout en ayant enregistré un total de 1 444 870 entrées. Le Corps de mon ennemi quitte le top 30 hebdomadaire après le 4 janvier 1977 avec un total de 1 531 652 entrées et finit son exploitation en salles avec 1 771 161 entrées, dont 528 354 entrées sur Paris.
Bien que faisant mieux que L'Alpagueur en fin d'exploitation (1,5 million d'entrées), le résultat du Corps de mon ennemi au box-office est en demi-teinte en rapport à celui de Peur sur la ville (près de 4 millions d'entrées), qui peut s'expliquer que le public habituel de Belmondo a été décontenancé par une « œuvre psychologique et thriller politique » qui ne repose en aucun cas sur les cascades ou les séquences d'action.

### Exploitation ultérieure
- Le Corps de mon ennemi édition Universal Music DVD sorti le 28 février 2000